# Paolo Jiménez
Paolo Andrés Jiménez Coto (Cartago, Costa Rica, 28 de enero de 1984) es un exfutbolista costarricense. Se retiró profesionalmente después de ganar un título nacional con el C. S. Cartaginés después de 81 años sin leventar el trofeo de la máxima categoría costarricense. En el año 2009 consiguió también alzar el primer título de la máxima categoría costarricense con el Brujas F. C.

## Trayectoria

### Club Sport Cartaginés
Entre las temporadas 2003 hasta 2007, registró 76 partidos disputados con 2 anotaciones.

### Brujas FC
En la temporada 2007-08, decide irse al Brujas FC en el que su equipo realizó una participación destacada que logró avanzar a los Play-off en busca del campeón nacional costarricense, Jiménez disputó en cuartos de final contra UCR FC en el que disputó 90 minutos del encuentro con victoria que los ponía con una leve ventaja en el próximo partido (2-3). En la vuelta, Jiménez volvió a aparecer en la alineación titular disputando todo el partido con victoria 1-0, mientras en el marcador global, el equipo de Paolo vencía ante UCR FC 4-2. Avanzados a semifinales, se enfrentaban ante el Deportivo Saprissa, Jiménez fue nuevamente alineado como jugador titular disputando los 90 minutos en el sabor amargo a derrota ya que el equipo de Paolo perdía 0-5. En el último partido de semifinales, Jiménez a pesar de la derrota, fue nuevamente alineado como jugador titular disputando todo el encuentro con victoria 1-0, mientras en el marcador global el Brujas FC perdía 5-1.
En la temporada 2008-09, Jiménez jugó un total de 29 partidos ofreciendo 6 goles. En la fecha 2 del Torneo de Invierno 2008, Jiménez disputaba contra el C.S Herediano, mientras el marcador estaba 1-1, Paolo desampataba el encuentro 2-1, disputados los 90 minutos ambos equipos empatan 2-2, para Jiménez fue el primer gol en las primeras fechas del torneo.
El Brujas FC clasificaba a semifinales del Torneo de Invierno 2008, enfrentándose ante A.D San Carlos, Jiménez no estuvo en el primer partido, mientras en la primera vuelta, el Brujas FC perdía 2-0. En la segunda vuelta, Jiménez  es convocado y disputando como jugador titular en el encuentro, siendo sustituido al minuto 62 con empate entre ambos equipos 1-1, mientras en el marcador global, Brujas FC perdía 2-3.
En el Torneo de Verano 2009, el equipo de Paolo clasificaba a semifinales, en la primera vuelta se enfrentaban ante el C.S Herediano, Jiménez disputó todo el primer tiempo con 45 minutos siendo sustituido para el cierre del segundo tiempo, mientras el Brujas FC perdía 3-1. En la segunda vuelta, Jiménez no estuvo convocado, siendo eliminados por el C.S Herediano ya que repetía mismo marcador anterior 1-3, mientras el marcador global los eliminaba bruscamente 6-2.
En la temporada 2009-10, el Brujas FC clasificaba a cuartos de final de final del Torneo de Invierno de 2009, enfrentándose ante Municipal Liberia, mientras Jiménez no estuvo convocado en el duelo de ambos equipos, su equipo ganaba 2-1, dándose una leve ventaja, en la vuelta, Jiménez estuvo convocado, entrando al terreno de juego al minuto 77, con victoria 3-1, mientras globalmente vencía 5-2, clasificando a semifinales. En el primer partido de las semifinales Jiménez no estuvo convocado ante Municipal Pérez Zeledón, su equipo lograba sacar la victoria en la ventaja 2-1. En la segunda vuelta, Jiménez entra al terreno de juego en el primer tiempo con minuto 42, finalizado el partido, el Brujas FC vencía ante Municipal Pérez Zeledón con el marcador 2-1, mientras globalmente ganaban 4-2, siendo este su pase a clasificar a la final contra Puntarenas FC. Jiménez en el primer partido ante los porteños no estuvo convocado en el empate 0-0. En la segunda vuelta donde se definía el campeón del Torneo de Invierno de 2009, Jiménez estuvo convocado siendo alineado como jugador titular y sustituido al minuto 74, ambos equipos empataban 1-1, por lo que se tuvo que definir en tanda de penales, el Brujas FC vencía ante Puntarenas FC en penales con 6-5, siendo este su victoria del partido y su logro de ganar el Torneo de Invierno de 2009, Jiménez por primera vez en su carrera futbolística alzaba su primer título, quedando para la historia, ya que Brujas FC obtenía su primer título nacional.
En la temporada 2010-11, el club Brujas FC clasificaba a cuartos de final del Torneo de Verano 2010, contra el C.S Cartaginés. En el primer partido, Paolo entraba al terreno de juego al minuto 79, con derrota 2-3 para los brujeños, en la segunda vuelta, fue alineado como jugador titular disputando los 74 minutos con el empate 1-1, mientras globalmente el Brujas FC perdía en el marcador 3-4.
En el Torneo de Verano de 2011, el equipo de Paolo clasificaba a cuartos de final, enfrentándose ante A.D San Carlos, Paolo aparace en la alineación titular del encuentro disputando los 72 minutos en el empate 1-1, en la segunda vuelta, fue nuevamente alineado titular siendo sustituido en la parte complementaria del segundo tiempo, su equipo caía derrotado en cuartos de final con el marcador 4-1, mientras globalmente fue 5-2.

### Club Sport Cartaginés
En la temporada 2011-12 vuelve al C.S Cartaginés, en lo que tuvo buena participación con 36 partidos y 2 goles anotados, el Club Sport Cartaginés clasificaba a semifinales del Torneo de Invierno 2011 contra el C.S Herediano, en la ida del partido, Jiménez participó los 45 minutos del segundo tiempo, con la derrota 1-2, en la segunda vuelta, Jiménez entra en la parte complementaria del segundo tiempo y con una falta roja cometida al minuto 86, el C.S Cartaginés perdía 1-0, mientras globalmente caían 3-1.
En la temporada 2012-13, el  Club Sport Cartaginés clasificaba a semifinales contra el Deportivo Saprissa, Jiménez estuvo en la alineación titular del partido de ida disputando 81 minutos en el empate 1-1. En la segunda vuelta, entra al terreno de juego al minuto 80 en el empate 0-0, mientras globalmente fue 1-1, ganando por gol de visitante. Clasificados a la final se enfrentaban ante el C.S Herediano, Jiménez entró al terreno de juego al minuto 72, con victoria para Cartaginés 3-1. En el último partido de la final, Jiménez entra al terreno de juego al minuto 76, mientras el marcador estaba 3-0 a favor de C.S Herediano, al minuto 109 de los tiempos extras Andrés Lezcano anota el gol para poner el 3-1, mientras globalmente finalizaba 4-4, teniéndose que definir en tanda de penales, Jiménez fue parte de los pateadores del C.S Cartaginés que anotaba el gol en tanda de penales para poner el 4-3, finalizado los penaltis, el equipo de Jiménez perdía ante C.S Herediano 5-4.
En la temporada 2013-14, Jiménez obtiene participación en el torneo internacional, Concacaf Champions League, ubicados en el grupo 8, se enfrentaba ante A.D Isidro Metapán, Jiménez disputó los 90 minutos de la victoria 2-4. En el siguiente partido se enfrentaba ante Los Angeles Galaxy, Jiménez disputó los 73 minutos en la derrota 2-0 ante los estaunidenses. En el tercer partido nuevamente contra A.D Isidro Metapán, Jiménez disputó los 90 minutos del empate entre ambos equipos 0-0. En el último partido contra Los Angeles Galaxy, Paolo disputó los 66 minutos en la derrota 0-3, siendo eliminados de la Concacaf Champions League.
Jiménez disputó el Torneo de Copa de Costa Rica, en octavos de final se enfrentaba ante A.D Juventud Escasuzeña en la victoria 1-3 disputando los 76 minutos. En el segundo partido no tuvo participación contra A.D Juventud Escasuzeña mientras el C.S Cartaginés empataba el partido 2-2, globalmente el equipo de Jiménez avanzaba a cuartos de final con el marcador 5-3. En cuartos de final se enfrentaba ante Santos de Guápiles, Jiménez disputó los 90 minutos en el empate 1-1, en el segundo encuentro, Jiménez entra al terreno de juego al minuto 69 con la victoria 4-2, mientras globalmente el C.S Cartaginés vencía ante Santos de Guápiles 5-3. Clasificados a semifinales contra el Deportivo Saprissa, Jiménez estuvo en el primer partido diosutando todo el partido con el empate 1-1, en la segunda vuelta nuevamente aparece como jugador titular disputando todo el partido y con el marcador 2-2, se debía definir en tanda de penales, el C.S Cartaginés perdía en tanda de penales 7-6. Paolo Jiménez perdía la oportunidad en alzar el título del Torneo de Copa de Costa Rica. 
El equipo de Paolo disputaba el Torneo de Invierno 2013 en semifinales contra C.S Herediano, Jiménez disputó el primer partido con 76 minutos en la derrota 0-2, En el segundo partido no estuvo convocado por acumulación de tarjetas amarillas, mientras el C.S Cartaginés perdía 3-0 ante C.S Herediano y globalmente 5-0.
En la temporada 2014-15, Jiménez disputó el Torneo de Copa de Costa Rica, ubicados en el grupo C, se enfrentaba en el primer partido contra Municipal Pérez Zeledón, en el que apareció en la alineación titular y con la banda de capitán sumando los 90 minutos, el C.S Cartaginés vencía ante Municipal Pérez Zeledón 3-1. En la tercera fecha de la Copa de Costa Rica, Jiménez se enfrentaba ante AS Puma Generaleña, nuevamente con la banda de capitán sumando los 90 minutos en el empate 2-2. El C.S Cartaginés se debía enfrentar en 2 partidos ante L.D Alajuelense, Jiménez estuvo en el banco de suplencia en ambos encuentros, mientras el C.S Cartaginés lograba obtener la victoria en el marcador global 4-2, clasificando a la final del Torneo de Copa de Costa Rica contra el Deportivo Saprissa, Paolo Jiménez estuvo en el banco de suplencia entrando a disputar el partido al minuto 76, finalizado el partido, el C.S Cartaginés se coronaba campeón ante el Deportivo Saprissa con el marcador 3-2, Paolo Jiménez alzaba su primer título de la Copa de Costa Rica.
En la temporada 2015-16, Jiménez disputaba por segunda vez consecutiva el Torneo de Copa de Costa Rica en primera ronda contra Municipal Liberia, Jiménez entra al terreno de juego al minuto 64, el marcador se encontraba 2-2, por lo que se tuvo que definir en tanda de penales en busca de la clasificación, Jiménez fue parte de los pateadores del C.S Cartaginés en el sexto lanzamiento, Jiménez anota el gol para poner el marcador 4-5, finalizada la tanda de penales, el C.S Cartaginés clasificaba con 4-6 ante Municipal Liberia. En la segunda ronda se enfrentaba ante C.S Uruguay de Coronado. Después de la Tercera ronda y semifinales contra Municipal Pérez Zeledón, el C.S Cartaginés avanzaba a la final del Torneo de Copa de Costa Rica contra el C.S Herediano, Jiménez ingresa al terreno de juego al minuto 83 y con el empate 1-1, ambos equipos debían definir en tanda de penales en busca del nuevo monarca, Jiménez fue parte de los pateadores del C.S Cartaginés, en el lanzamiento 9, Jiménez pone el marcador 2-4 siendo este último lanzamiento el último de la tanda de penales para después el C.S Cartaginés vencer ante C.S Herediano en el marcador 1-3, Paolo Jiménez alzaba su segundo título del Torneo de Costa Rica.
Después de 4 temporadas más con el C.S Cartaginés Jiménez terminaba una gran etapa desde su fichaje en el año 2011 hasta el 2020. 

### C.A Nacional Potosí
En la temporada 2019-20, Paolo se une a las tierras bolivianas en su primera experiencia como jugador extranjero, debutó con el C.A Nacional Potosí en la fecha 3 de la Primera División de Bolivia, ingresando al terreno de juego al minuto 55 contra Club Bolívar en la derrota 4-0. Su mejor participación fue en la fecha 10 contra Club The Strongest, en el que disputó por segunda vez todo el partido en las asistencias dadas al minuto 42 y 90, dio también su primer gol con el C.A Nacional Potosí al minuto 58, con victoria 3-1.
Jiménez participó en la Copa Sudamericana de la primera ronda contra Foot Ball Club Melgar, en la ida, Jiménez disputó los 56 minutos en la derrota 0-2. En el partido de la vuelta, Jiménez disputó los 90 minutos, mientras el marcador se encontraba 2-0 a favor de C.A Nacional Potosí con la remontada, el duelo de debía definir en tanda de penales, el equipo de Paolo perdía en el marcador 4-3, siendo eliminados sin poder clasificar a la Copa Sudamericana.
En la temporada 2020-21, Jiménez disputó 19 partidos y en la participación de la Copa Sudamericana, enfrentándose ante C.D Guabirá en la primera ronda, disputando como jugador titular en los 51 minutos del partido con derrota 4-1. En la segunda vuelta, nuevamente apareció en la alineación titular siendo sustituido al minuto 65 con derrota 1-2 siendo eliminados de la Copa Sudamericana.

### Club Sport Cartaginés
Después de su paso en tierras bolivianas vuelve al club donde lo vio crecer y desarrollarse como futbolista en el que disputó en el Torneo Clausura 2022, el C.S Cartaginés se encontraba en la tabla en la posición 3° con 34 puntos clasificando a semifinales, Jiménez estuvo en el banco de suplencia en los juegos contra C.S Herediano, Cartaginés avanzaba a la final con el marcador 2-1, en la final se enfrentaba ante la L.D Alajuelense, Jiménez estuvo en el banco de suplencia en la victoria 0-0, en la segunda vuelta Jiménez entra al terreno de juego al minuto 84 por Jeikel Venegas, 1 minuto después, Marcel Hernández rescataba a C.S Cartaginés poniendo el marcador 1-1, obligando a la L.D Alajuelense a definirse el nuevo monarca en dos partidos más. En la gran final, Jiménez estuvo en el banco de suplencia y con el gol de parte de Jeikel Venegas al minuto 90 de manera dramática, el C.S Cartaginés lograba ganar el partido 1-0 con una leve ventaja para el segundo encuentro. En el segundo partido Jiménez ingresa al terreno de juego por Ronaldo Araya al minuto 118 de los tiempos extras, con el pitazo final a los minutos 122 en un partido muy complicado, el C.S Cartaginés se coronaba campeón de manera dramática que puso al país completo hablar en medios del nuevo monarca sobre la sequía de casi 82 años del C.S Cartaginés, para Paolo Jiménez fue su partido de despedida, alzando su tercer título histórico para el C.S Cartaginés.

## Selección nacional

### Categorías inferiores

#### Copa Mundial Sub-17 Trinidad y Tobago 2001
Es convocado por el técnico Juan Diego Quesada para representar a la Selección sub-17 de Costa Rica en la Copa Mundial Trinidad y Tobago 2001, Costa Rica se ubicaba en el grupo D contra los países Irán, Paraguay y Malí. 
Paolo debuta contra Irán, en el que fue alineado como jugador titular siendo sustituido al minuto 87 con su primera victoria 2-0. En el siguiente partido de fase de grupos fue contra Paraguay, Jiménez apareció en la alineación titular disputando los 62 minutos en la victoria 0-3. En el tercer partido se enfrentaban ante Malí, disputó los 59 minutos del partido en la derrota 0-2, clasificando a octavos de final como líder del grupo D con 6 puntos. En octavos de final se enfrentaban ante Burkina Faso, Jiménez disputó por primera vez todo el partido con la derrota 0-2, siendo Costa Rica eliminado de la Copa Mundial Trinidad y Tobago 2001.

### Participaciones internacionales juveniles
| Evento                                     | Sede              | Resultado        | Partidos | Goles |
| ------------------------------------------ | ----------------- | ---------------- | -------- | ----- |
| Copa Mundial Sub-17 Trinidad y Tobago 2001 | Trinidad y Tobago | Octavos de final | 4        | 0     |

### Selección absoluta
Fue convocado a la selección de Costa Rica por el técnico Rodrigo Kenton para disputar la Copa Uncaf 2009. En el primer partido se enfrenta ante Panamá, alineado como jugador titular y disputando los 84 minutos del partido en victoria para Costa Rica 2-0. En el siguiente partido se enfrentaba ante Guatemala, Jiménez entró al terreno de juego al minuto 89 con victoria para los costarricenses ganando por la mínima 1-0. Clasificados a semifinales se enfrentaban ante Honduras, Paolo no sumó minutos y a la misma vez no estuvo convocado en la victoria para Costa Rica 3-0, logrando clasificar a la final contra Panamá, Paolo entra al terreno de juego al minuto 78 sustituyendo a Pablo Herrera, el marcador se encontraba 0-0, por lo que se tuvo que definir en tanda de penales, Paolo fue parte de los pateadores de Costa Rica y fue dado su lanzamiento en el sexto penalti, siendo fallado, finalizada la tanda de penales Costa Rica perdía 3-5 ante Panamá quedando como subcampeones de la Copa Uncaf 2009.

### Participaciones internacionales
| Evento          | Sede     | Resultado  | Partidos | Goles |
| --------------- | -------- | ---------- | -------- | ----- |
| Copa Uncaf 2009 | Honduras | Subcampeón | 3        | 0     |

## Estadísticas

### Clubes como jugador
- Actualizado a fin de su carrera deportiva.

| Club                                                 | Div.          | Temporada     | Liga  | Liga  | Liga   | Copas nacionales | Copas nacionales | Copas nacionales | Copas internacionales | Copas internacionales | Copas internacionales | Total | Total | Total  |
| Club                                                 | Div.          | Temporada     | Part. | Goles | Asist. | Part.            | Goles            | Asist.           | Part.                 | Goles                 | Asist.                | Part. | Goles | Asist. |
| ---------------------------------------------------- | ------------- | ------------- | ----- | ----- | ------ | ---------------- | ---------------- | ---------------- | --------------------- | --------------------- | --------------------- | ----- | ----- | ------ |
| C.S Cartaginés · Costa Rica                          |               |               |       |       |        |                  |                  |                  |                       |                       |                       |       |       |        |
| 1.ª                                                  | 2004-05       | 24            | 0     | 0     | —      | —                | —                | —                | —                     | —                     | 24                    | 0     | 0     |        |
| 1.ª                                                  | 2005-06       | 32            | 2     | 0     | —      | —                | —                | —                | —                     | —                     | 32                    | 2     | 0     |        |
| 1.ª                                                  | 2006-07       | 20            | 0     | 0     | —      | —                | —                | —                | —                     | —                     | 20                    | 0     | 0     |        |
| Total club                                           | Total club    | 76            | 2     | 0     | 0      | 0                | 0                | 0                | 0                     | 0                     | 76                    | 2     | 0     |        |
| Brujas F. C. · Costa Rica                            |               |               |       |       |        |                  |                  |                  |                       |                       |                       |       |       |        |
| 1.ª                                                  | 2007-08       | 17            | 2     | 3     | —      | —                | —                | —                | —                     | —                     | 17                    | 2     | 3     |        |
| 1.ª                                                  | 2008-09       | 29            | 6     | 4     | —      | —                | —                | —                | —                     | —                     | 29                    | 6     | 4     |        |
| 1.ª                                                  | 2009-10       | 17            | 0     | 0     | —      | —                | —                | —                | —                     | —                     | 17                    | 0     | 0     |        |
| 1.ª                                                  | 2010-11       | 7             | 1     | 0     | —      | —                | —                | —                | —                     | —                     | 7                     | 1     | 0     |        |
| Total club                                           | Total club    | 70            | 9     | 7     | 0      | 0                | 0                | 0                | 0                     | 0                     | 70                    | 9     | 7     |        |
| C. S. Cartaginés · Costa Rica                        |               |               |       |       |        |                  |                  |                  |                       |                       |                       |       |       |        |
| 1.ª                                                  | 2010-11       | 9             | 0     | 3     | —      | —                | —                | —                | —                     | —                     | 9                     | 0     | 3     |        |
| 1.ª                                                  | 2011-12       | 36            | 2     | 1     | —      | —                | —                | —                | —                     | —                     | 36                    | 2     | 1     |        |
| 1.ª                                                  | 2012-13       | 41            | 5     | 8     | —      | —                | —                | —                | —                     | —                     | 41                    | 5     | 8     |        |
| 1.ª                                                  | 2013-14       | 30            | 5     | 5     | 5      | 0                | 0                | 3                | 0                     | 0                     | 38                    | 5     | 5     |        |
| 1.ª                                                  | 2014-15       | 25            | 1     | 1     | 3      | 0                | 0                | —                | —                     | —                     | 28                    | 1     | 1     |        |
| 1.ª                                                  | 2015-16       | 29            | 0     | 0     | 6      | 0                | 1                | —                | —                     | —                     | 35                    | 0     | 1     |        |
| 1.ª                                                  | 2016-17       | 40            | 2     | 1     | —      | —                | —                | —                | —                     | —                     | 40                    | 2     | 1     |        |
| 1.ª                                                  | 2017-18       | 33            | 5     | 2     | —      | —                | —                | —                | —                     | —                     | 33                    | 5     | 2     |        |
| 1.ª                                                  | 2018-19       | 43            | 1     | 14    | —      | —                | —                | —                | —                     | —                     | 43                    | 1     | 14    |        |
| 1.ª                                                  | 2019-20       | 22            | 0     | 3     | —      | —                | —                | —                | —                     | —                     | 22                    | 0     | 3     |        |
| Total club                                           | Total club    | 308           | 21    | 39    | 14     | 0                | 1                | 3                | 0                     | 0                     | 325                   | 21    | 39    |        |
| Nacional Potosí · Bolivia                            |               |               |       |       |        |                  |                  |                  |                       |                       |                       |       |       |        |
| 1.ª                                                  | 2019-20       | 23            | 5     | 3     | —      | —                | —                | 2                | 0                     | 0                     | 25                    | 5     | 3     |        |
| 1.ª                                                  | 2020-21       | 19            | 0     | 2     | —      | —                | —                | 2                | 0                     | 0                     | 21                    | 0     | 2     |        |
| Total club                                           | Total club    | 42            | 5     | 5     | 0      | 0                | 0                | 4                | 0                     | 0                     | 46                    | 5     | 5     |        |
| C.S Cartaginés · Costa Rica                          |               |               |       |       |        |                  |                  |                  |                       |                       |                       |       |       |        |
| 1.ª                                                  | 2021-22       | 12            | 0     | 0     | —      | —                | —                | —                | —                     | —                     | 12                    | 0     | 0     |        |
| Total club                                           | Total club    | 12            | 0     | 0     | 0      | 0                | 0                | 0                | 0                     | 0                     | 12                    | 0     | 0     |        |
| Total carrera                                        | Total carrera | Total carrera | 508   | 37    | 51     | 14               | 0                | 1                | 7                     | 0                     | 0                     | 529   | 42    | 52     |
| 1. 2. Fuente:Transfermarkt - National Football Teams |               |               |       |       |        |                  |                  |                  |                       |                       |                       |       |       |        |

### Como segundo entrenador
| Club             | País       | Año           |
| ---------------- | ---------- | ------------- |
| C. S. Cartaginés | Costa Rica | 2023-presente |

## Palmarés
| Título                         | Equipo           | País       | Año  |
| ------------------------------ | ---------------- | ---------- | ---- |
| Primera División de Costa Rica | Brujas F. C.     | Costa Rica | 2009 |
| Torneo de Copa de Costa Rica   | C. S. Cartaginés | Costa Rica | 2014 |
| Torneo de Copa de Costa Rica   | C. S. Cartaginés | Costa Rica | 2015 |
| Primera División de Costa Rica | C. S. Cartaginés | Costa Rica | 2022 |